# Zračna luka Podgorica
Zračna luka Podgorica (crnogorski: Аеродром Подгорица, Aerodrom Podgorica) (IATA: TGD, ICAO: LYPG) je međunarodna zračna luka koja se nalazi 11 km južno od Podgorice u Crnoj Gori. Glavno je čvorište Montenegro Airlinesa.
Jedna je od dviju civilnih zračnih luka Crne Gore, druga je Zračna luka Tivat. Obje su u vlasništvu državne tvrtke Zračne luke Crne Gore. Zračna luka se prema gradu Golubovci u neposrednoj blizini, ponekad naziva i Aerodrom Golubovci. Tijekom 2008. godine kroz terminal je prošlo više od 500.000 putnika. Međunarodno udruženje zračnih luka (ACI) proglasilo je 2007. godine Zračnu luku Podgorica najboljom u kategoriji do 1 milijun putnika.
IATA kôd zračne luke je po nekadašnjem nazivu grada (Titograd) još uvijek TGD.
Na zračnoj luci odvijaju se domaći letovi unutar Crne Gore, kao i međunarodni letovi. Kako su dvije glavne zračne luke udaljene samo 80 km, ne postoje redovite domaće linije. Domaći letovi su svedeni na čarter letove i generalno zrakoplovstvo a cjelokupni redovni promet je međunarodni.